# Леони, Оттавио
Отта́вио Лео́ни (итал. Ottavio Leoni; 1568 — 1630) — итальянский художник: живописец, рисовальщик, мастер карандашных портретов,  и гравёр. Ученик отца, лепщика из воска Лодовико Леони (умер в 1606 г.), подобно ему прозванный Падованино. Вошёл в состав, а затем стал президентом Академии Святого Луки. Писал исторические картины, преимущественно же портреты, целый ряд которых воспроизведен им в гравюрах. В этих последних он выказал большой вкус, причём лица и телесные части исполнял пунктиром, а волосы и драпировки штрихами, с помощью бюреня и иглы. Лучшие из его гравюр — портреты Франческо Бракколини-дель-Апи, живописца Антонио Темпесты и папы Урбана VII.
Его работы хранятся в Музее изобразительных искусств Сан-Франциско, Музее изящных искусств в Бостоне, Национальной галерее искусства, Музее Боуз, Институте искусства Курто, Музее искусств округа Лос-Анджелес.

## Галерея

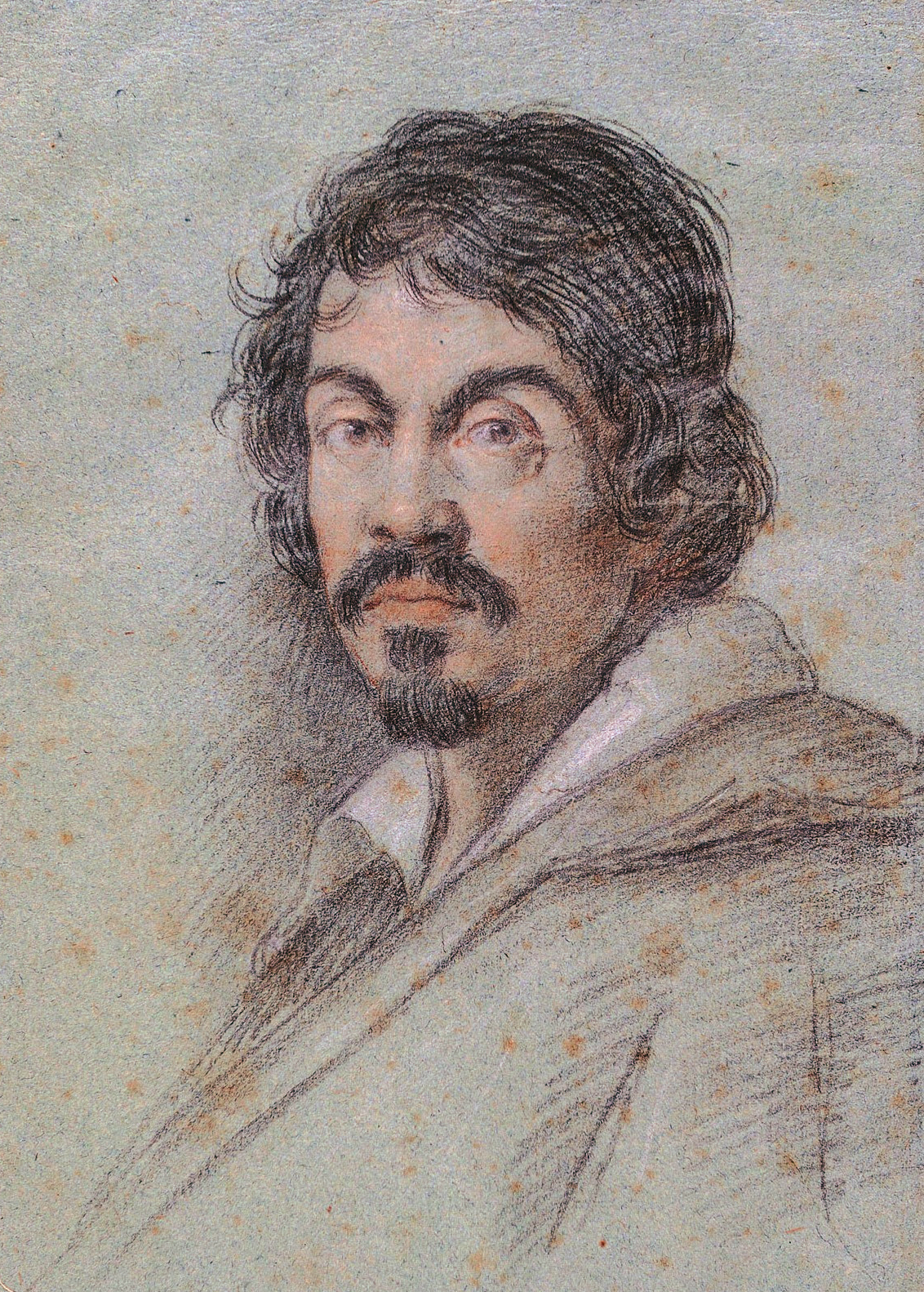
Портрет Караваджо
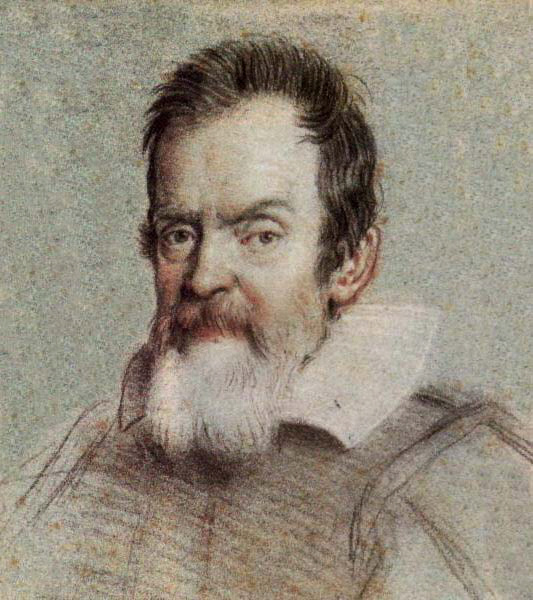
Портрет Галилео Галилея